# Spike (Banksy)
Spike è un'opera d'arte realizzata da Banksy in Palestina nel 2005. 

## Storia
Spike è costituita da una pietra che l'artista ha prelevato, in Cisgiordania, dalla barriera di separazione israeliana. Su questo manufatto, Banksy aveva dipinto la parola "spike", oltre a una parola rimasta segreta. Terminata la realizzazione dell'opera, lo stesso artista aveva provveduto a nascondere il manufatto in un luogo segreto della Palestina. La persona che l'avesse trovata, al fine di ricevere il certificato di autenticità, avrebbe dovuto dichiarare all'artista la parola segreta, trascritta precedentemente sulla pietra, attraverso l'invio di una mail. Spike è appartenuta al cantante d'opera Vittorio Grigòlo e dal manufatto ha realizzato un'opera d'arte digitale in NFT.